# Thác Kaieteur
Thác Kaieteur là thác nước đơn rơi thẳng đứng cao nhất thế giới. Nằm trên sông Potaro trong Vườn quốc gia Kaieteur là một khu vực rừng nhiệt đới của Amazon, thuộc vùng Potaro-Siparuni, miền trung Guyana. Thác nước này có độ cao 226 mét (741 ft) được đo từ điểm nó bắt đầu đổ xuống từ một vách đá sa thạch và cuội kết tới điểm nó bị ngắt đoạn. Sau đó, nó chảy tiếp qua một đoạn dốc, khi được đưa vào phép đo thì tổng chiều cao lên 251 mét (822 ft). Trong khi nhiều thác có chiều cao lớn hơn, một số thác là sự kết hợp giữa chiều cao và lưu lượng nước, và Kaieteur là một trong những thác nước mạnh nhất thế giới với tốc độ dòng chảy trung bình là 663 mét khối/giây (23.400 ft khối/giây). Thác Kaieteur cao gấp bốn lần thác Niagara ở biên giới giữa Canada và Hoa Kỳ, và gấp đôi độ cao của thác Victoria ở biên giới Zambia và Zimbabwe ở châu Phi. Ngay phía trên đỉnh của thác là cao nguyên Potaro trải dài đến vách đá phía xa của dãy núi Pakaraima. Sông Potaro đổ ra sông Essequibo là một trong những con sông dài và rộng nhất ở Nam Mỹ đồng thời cũng là con sông dài nhất ở Guyana.